# Comuna Plopșoru, Gorj
Plopșoru este o comună în județul Gorj, Oltenia, România, formată din satele Broșteni, Broștenii de Sus, Ceplea, Cursaru, Deleni, Izvoarele, Olari, Piscuri, Plopșoru (reședința), Sărdănești și Văleni.

## Geografie
Comuna este amplasată de-a lungul șoselei DN66, în sudul județului Gorj. Suprafața comunei este împărțită în teren agricol 3.667 ha, păduri 3551, diferența rămasă fiind atribuită celorlalte categorii, livezi, pășuni, râuri, bălți, construcții. Teritoriul actual al comunei este format din 11 localități și a rezultat în urma reorganizării teritoriale din anul 1968.Satul de centru este Văleni, iar celelalte sate sunt Broștenii de Sus, Cursaru, Broșteni, Ceplea, Izvoarele, Sărdănești, Plopșoru, Piscuri, Deleni, Olari.
Satele sunt așezate de-a lungul drumului european 79 pe o lungime de 24 km, cu excepția localităților Piscuri și Deleni, situate de-a lungul drumului comunal 48 pe o lungime de 7,5 km.
Comuna Plopșoru este situată la o distanță de 50 km de municipiul Târgu Jiu, reședința județului Gorj. Comuna are legături ușoare cu centre urbane ce au influență complexă asupra ei și anume : orașul Rovinari – 35 km, orașul Țicleni – 15 km, orașul Turceni – 10 km și orașul Filiași din județul Dolj – 25 km.
Teritoriul comunei este străbătut pe direcția nord-sud de traseul de cale ferată Filiași – Plopșoru – Târgu Jiu ( care asigură transportul de călători și de marfă )

## Demografie
Componența etnică a comunei Plopșoru
     Români (89,4%)
     Alte etnii (0,04%)
     Necunoscută (10,56%)
Componența confesională a comunei Plopșoru
     Ortodocși (83,44%)
     Penticostali (5,33%)
     Alte religii (0,24%)
     Necunoscută (10,99%)
Conform recensământului efectuat în 2021, populația comunei Plopșoru se ridică la 5.530 de locuitori, în scădere față de recensământul anterior din 2011, când fuseseră înregistrați 6.234 de locuitori. Majoritatea locuitorilor sunt români (89,4%), iar pentru 10,56% nu se cunoaște apartenența etnică. Din punct de vedere confesional, majoritatea locuitorilor sunt ortodocși (83,44%), cu o minoritate de penticostali (5,33%), iar pentru 10,99% nu se cunoaște apartenența confesională.

## Istorie
Cele mai vechi date despre localitățile comunei Plopșoru datează din anul 1496, din Hrisovul
din 30 iunie, când Vlad Călugărul confirmă lui Roman Jitiianu stăpânirea peste moșia Izvoarele.

### Piscuri
Într-un răvaș de jurători, din 11 iunie 1625, al lui Berivoe din Brănești, în pricina unor datorii, printre jurători este și „din Piscuri, Grozav”.
Satul Piscuri este atestat documentar în anul 1601. Începând cu anul 1750, numărul locuitorilor satului a crescut, acestia migrând din Transilvania de sub stăpânirea austro-ungară.
În satul Strâmba-Jiu, Biserica veche cu hramul Sfinților Arhangheli Mihail și Gavril, este atestată ca existând din anul 1870, când a fost cumpărată de credincioșii din sat împreună cu primarul Bălă Lădaru de la meșterii tâmplari din satul Piscuri, având aceeasi formă constructivă precum actuala biserică din lemn din satul Piscuri cu hramul Sf.Paraschiva. De la 1871, până în anul 1900, în curtea ei a fost cimitir, fiind de fapt delimitat din anul 1864.
Biserica este construită din lemn, pe o temelie din cărămidă având o lungime de aproximativ 10 m, lățime 4-5 m, și înălțime de 6-7m. Este construită în formă de corabie într-un plan simplu, fără turlă, cu încăperile dispuse în lungime. La intrare este un pridvor deschis susținut de stâlpi din lemn, continuând cu pronaos, naos și altar. Puțina pictură care există a fost executată în anul 1871, de David Clopotaru un evreu din Transilvania încreștinat în Biserica Ortodoxă din Piscuri. În anul 1930 este atestată comuna Piscurile într-un act întocmit de prefectul judetului Gorj Petre Petrescu și C.D. Piscureanu, primarul comunei Piscurile.
În anul 1945 este atestat la reforma agrara, satul Piscuri aparținător de
comuna Sărdănești, având primar pe Grigorie Bratu din Piscuri.
Locuitorii satului au dat jertfa de sânge pentru apărarea pământului strămoșesc și întregirea neamului românesc în cele două războaie mondiale. Tot ei s-au opus
cu înverșunare instaurării regimului comunist. 
În ziua de 20 iulie 1950, locuitorii satului Piscuri au declanșat prima revoltă anticomunistă din județul Gorj. Revolta s-a desfășurat prin mobilizarea tuturor categoriilor de locuitori, bărbați,
femei, copii, multi dintre ei fiind răniți de trupele de securitate care au creat o puternică represiune, o parte dintre locuitori care s-au aflat în fruntea luptătorilor fiind
arestați și închiși pentru mulți ani în temnițele comuniste, dintre care enumerăm pe Piscureanu Stefan, Piscureanu Gheorghe, Grigorie Constantin, Constantin Constantinescu,
Ion Pârvu, Constantin Cinca iar locuitorii Grigorie Bratu și Bubuiocu Ion
au fost condamnați la moarte și executați prin împușcare.
Luptele au luat sfârșit în curtea bisericii din lemn cu hramul Sf. Parascheva, construită în perioada anilor 1800, strămutată în anul 1850 de când ființează ca parohie în același loc, fiind renovată în anul 1877 de cititorii Gheorghe și
Dumitru Piscureanu.
Numai intervenția hotărâtă a ministrului de interne Teohari Georgescu, care a sosit la fața locului, a dus la retragerea unităților de securitate
și la salvarea satului de la distrugere.

### Plopșoru
Într-un act din 18 iunie 1517 sunt menționați megieșii Târtabă, Stere și Dan Plopșor.

### Ceplea
Un document datat: 18.12.1534 al Pârcălabului Vlad Vintilă care donează Mănăstirii Tismana mai multe sate, „săliști și bălți printre care și Năsipul” identificat a fi satul Ceplea. La 24 aprilie 1536, Radu Paisie Voievod, întărește și „Stârcii de la ceple a doua parte”.

### Izvoarele
Într-un hrisov din 30 iunie 1496 Vlad Călugărul confirmă lui Roman, Jitianul și altora stăpânire peste Izvoare, fiindu-le moșie din moștenire.
În anul 1609, la 12 octombrie, la Târgoviște se dă de către Radu – Voievod un act de întărire a darului lui Dragotă către mănăstirea Strâmba.
Acest Dragotă, stăpân al mai multor moșii formate din: „câmp, pădure, apă și dealuri cu vie” dăruiește o parte din pământul său mănăstirii Strâmba.
Pământurile lui Dragotă se găseau în satul Izvor, unde locuia și el, actualul sat Izvoarele.

### Broșteni
Radu Șerban, la 29 septembrie 1608, confirmă lui Mircea Armoș și soției sale Neacșa, stăpânire peste un țigan și fiul său, cumpărați de la Voica din Broșteni cu 1200 asprii.

### Sărdănești
La întocmirea unui act din 10 februarie 1618 pentru cumpărarea unei ocine din Murgești, printre martori se află Berivoe și Radu din Sărdănești.

### Olari
Radu Șerban, prin actul din 3 februarie 1609, întărește „Mănăstirii Strâmba” stăpânire peste jumătate din satul Olari, cumpărată de la Stoica, postelnic de Ohaba.

## Administrație
Comuna Plopșoru este administrată de un primar și un consiliu local compus din 15 consilieri. Primarul, Ștefan-Petre Șoșoi[*], de la Partidul Național Liberal, este în funcție din 1 noiembrie 2024. Începând cu alegerile locale din 2024, consiliul local are următoarea componență pe partide politice:
|  | Partid                          | Consilieri | Componența Consiliului | Componența Consiliului | Componența Consiliului | Componența Consiliului | Componența Consiliului |
|  | ------------------------------- | ---------- | ---------------------- | ---------------------- | ---------------------- | ---------------------- | ---------------------- |
|  | Partidul Național Liberal       | 5          |                        |                        |                        |                        |                        |
|  | Partidul Social Democrat        | 4          |                        |                        |                        |                        |                        |
|  | Alianța pentru Unirea Românilor | 4          |                        |                        |                        |                        |                        |
|  | Uniunea Salvați România         | 1          |                        |                        |                        |                        |                        |
|  | Partidul Puterii Umaniste       | 1          |                        |                        |                        |                        |                        |

Centrul comunei îl reprezintă localitatea Văleni, unde se află sediul administrativ al Consiliului Local și Primăria.

## Vezi și
- Biserica de lemn din Plopșoru
- Biserica de lemn din Piscuri
- Coridorul Jiului (sit de importanță comunitară)

## Imagini

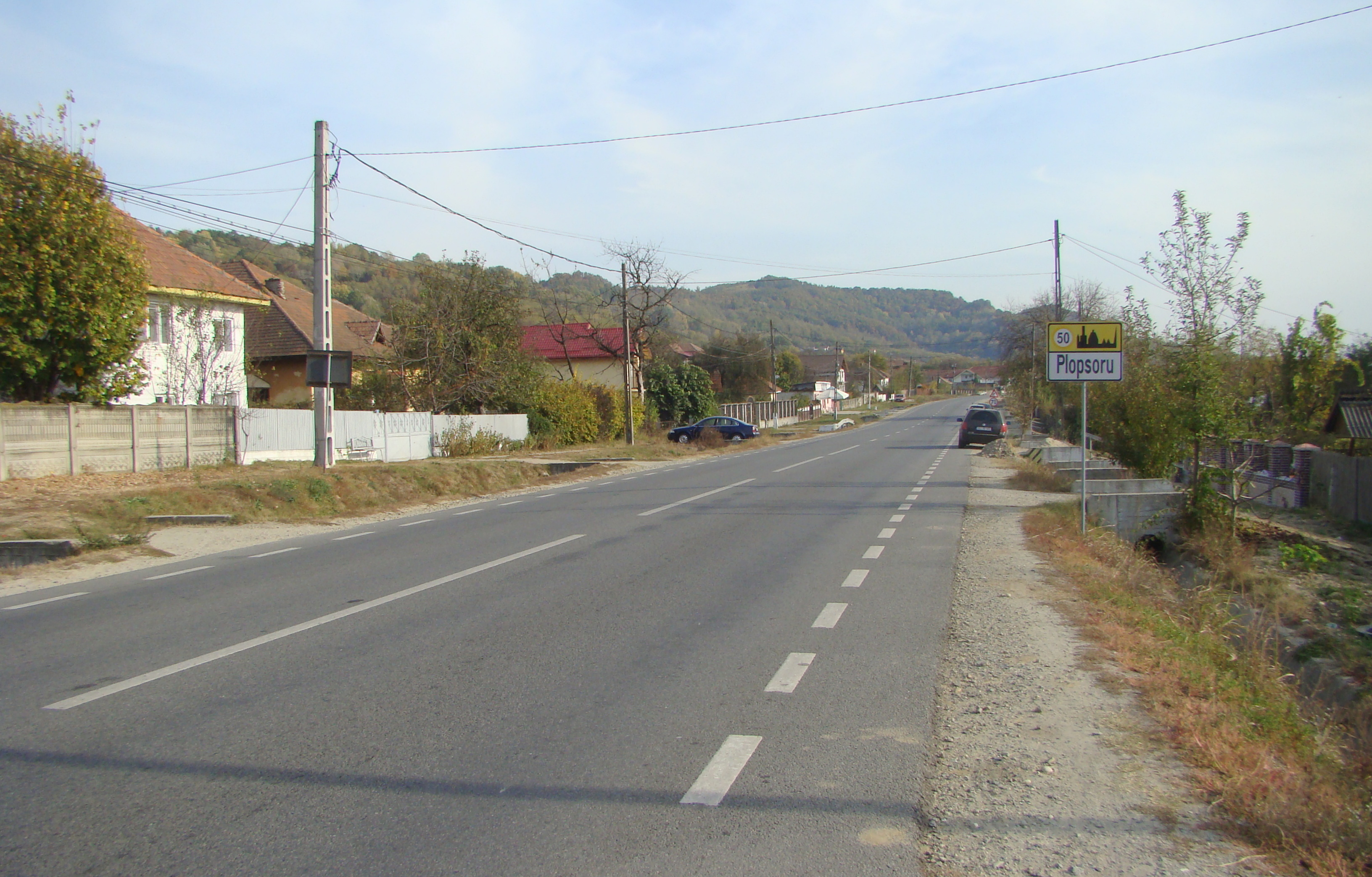
Intrarea în localitate
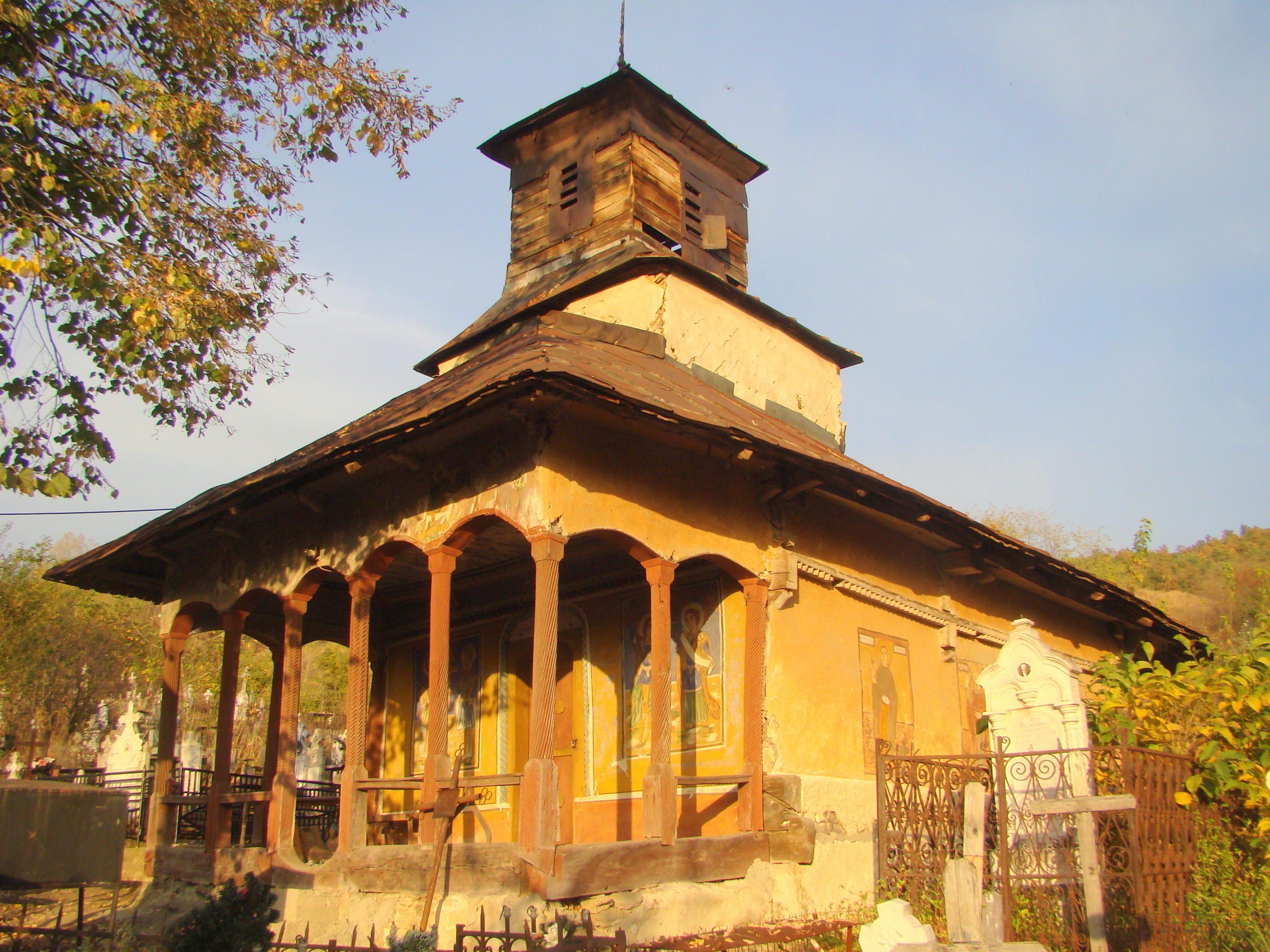
Biserica de lemn „Sfinții Voievozi” (monument istoric)
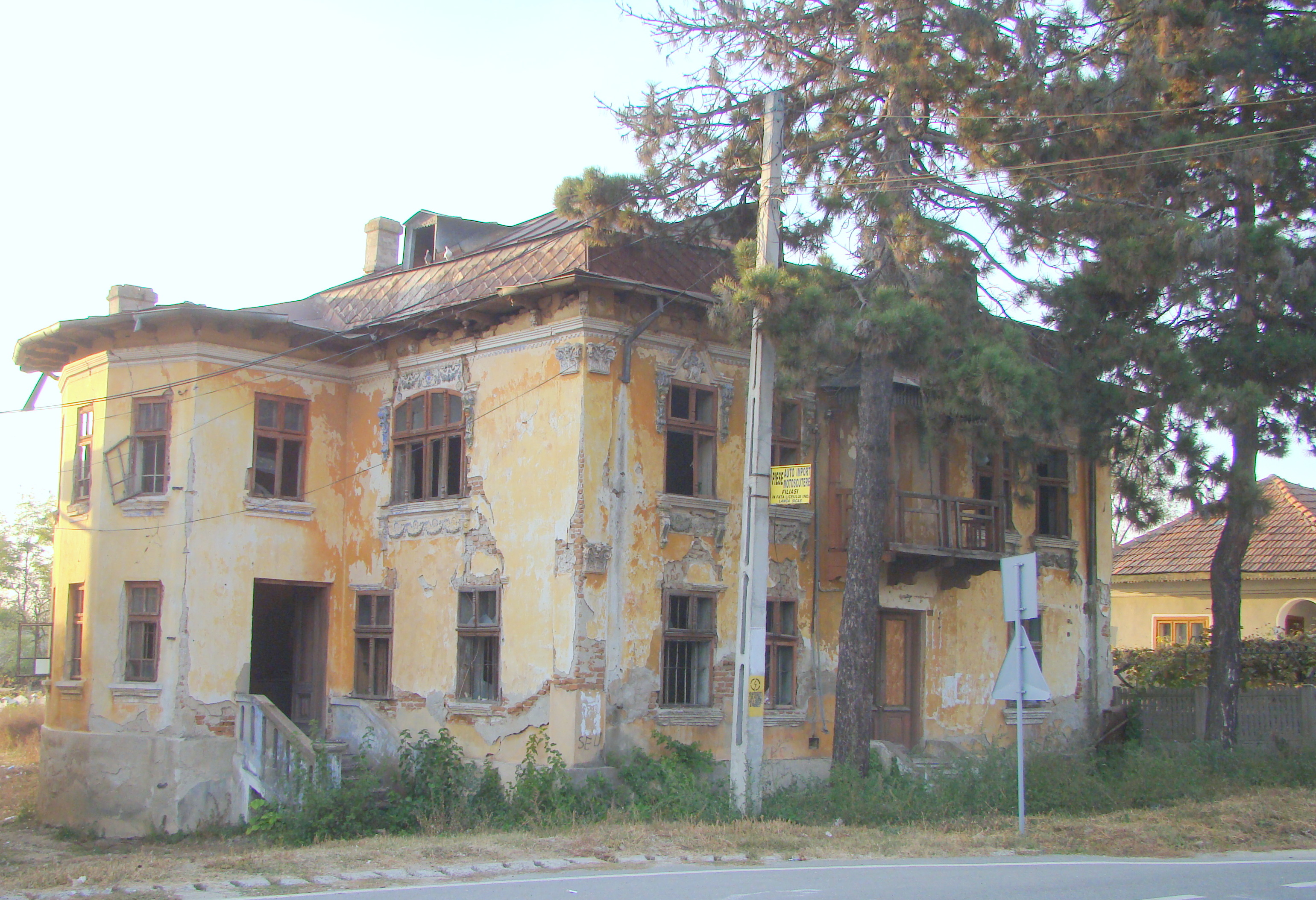
Fost conac boieresc (monument istoric)
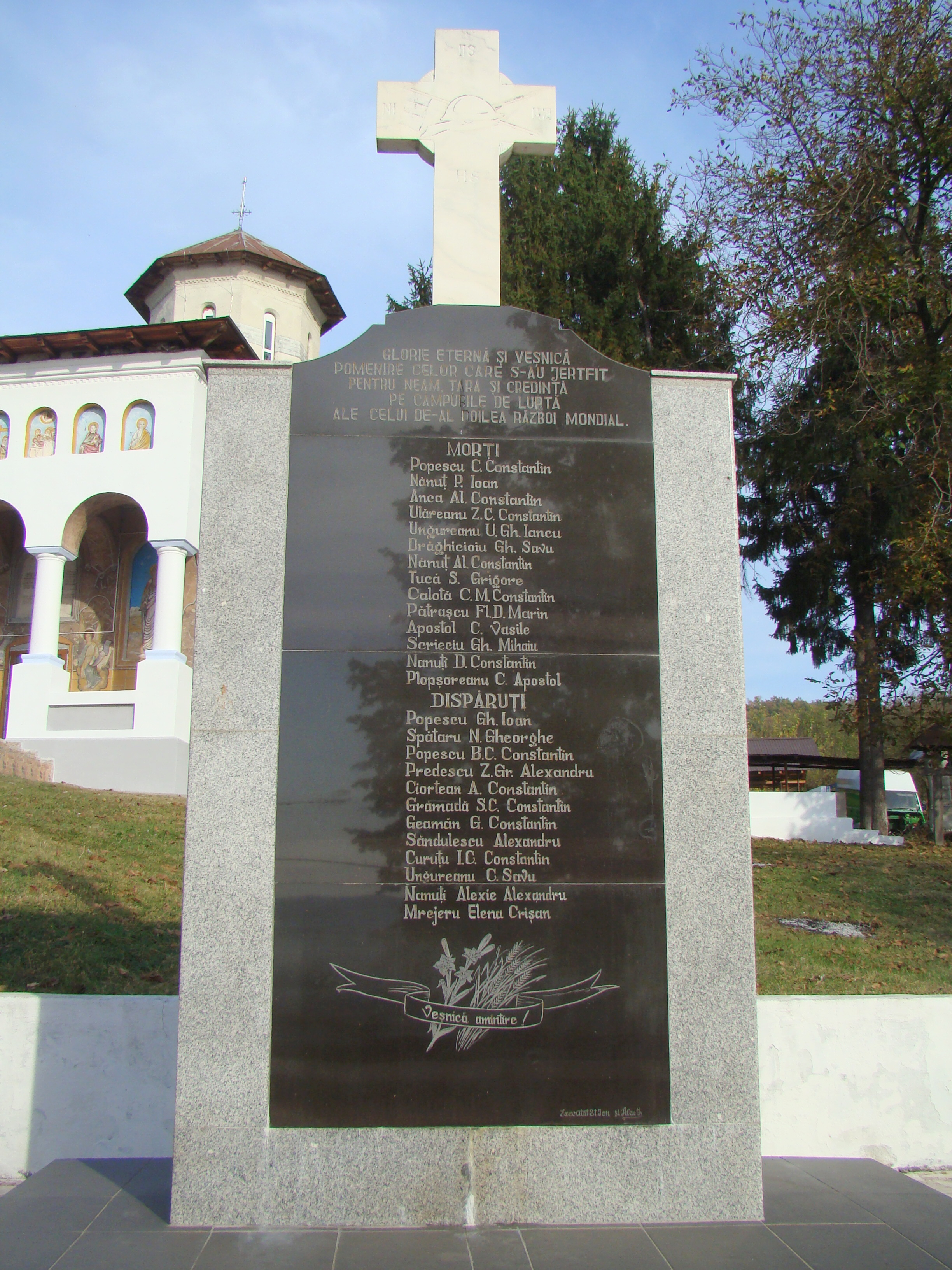
Monumentul eroilor
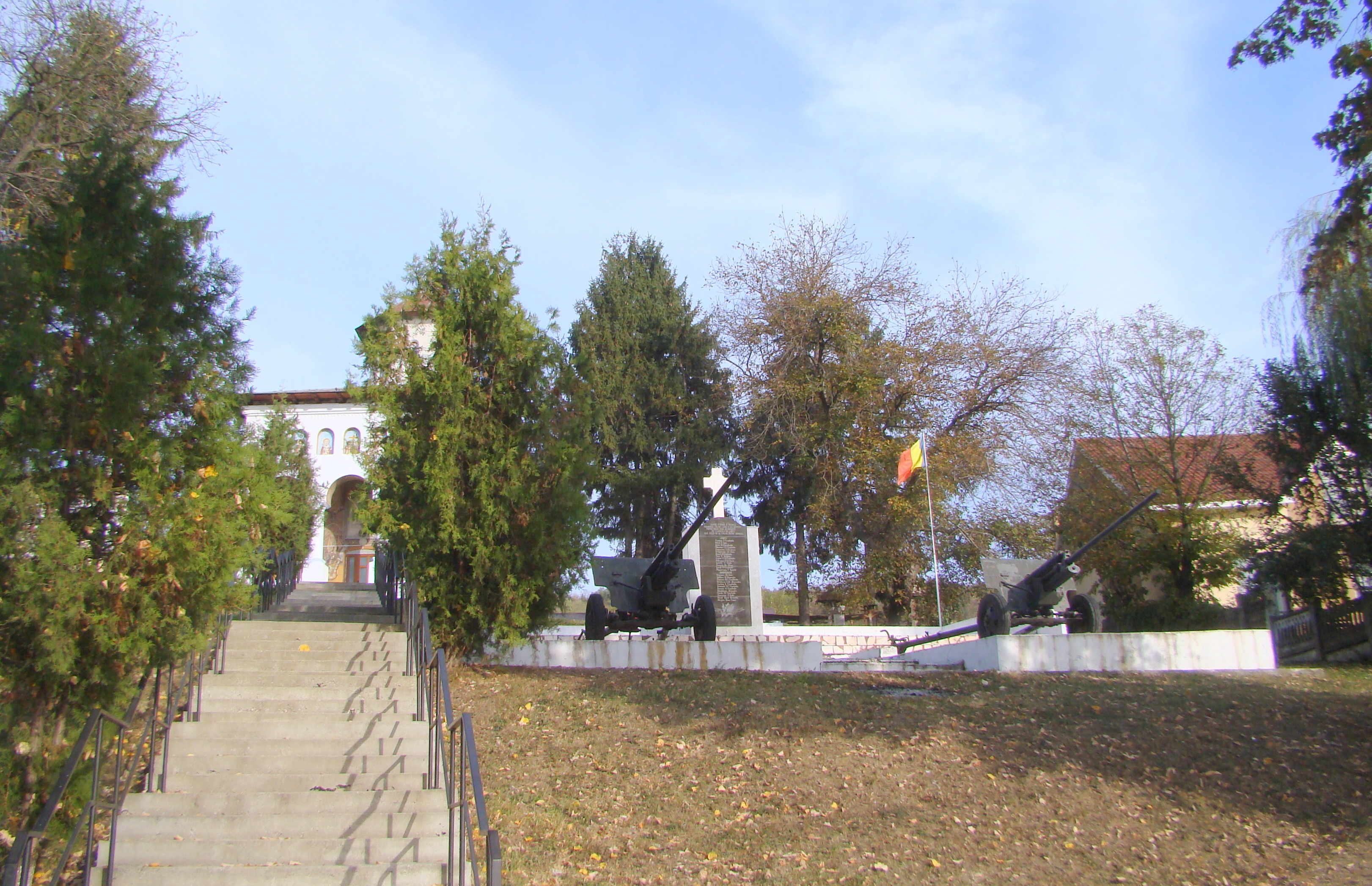
Monumentul eroilor
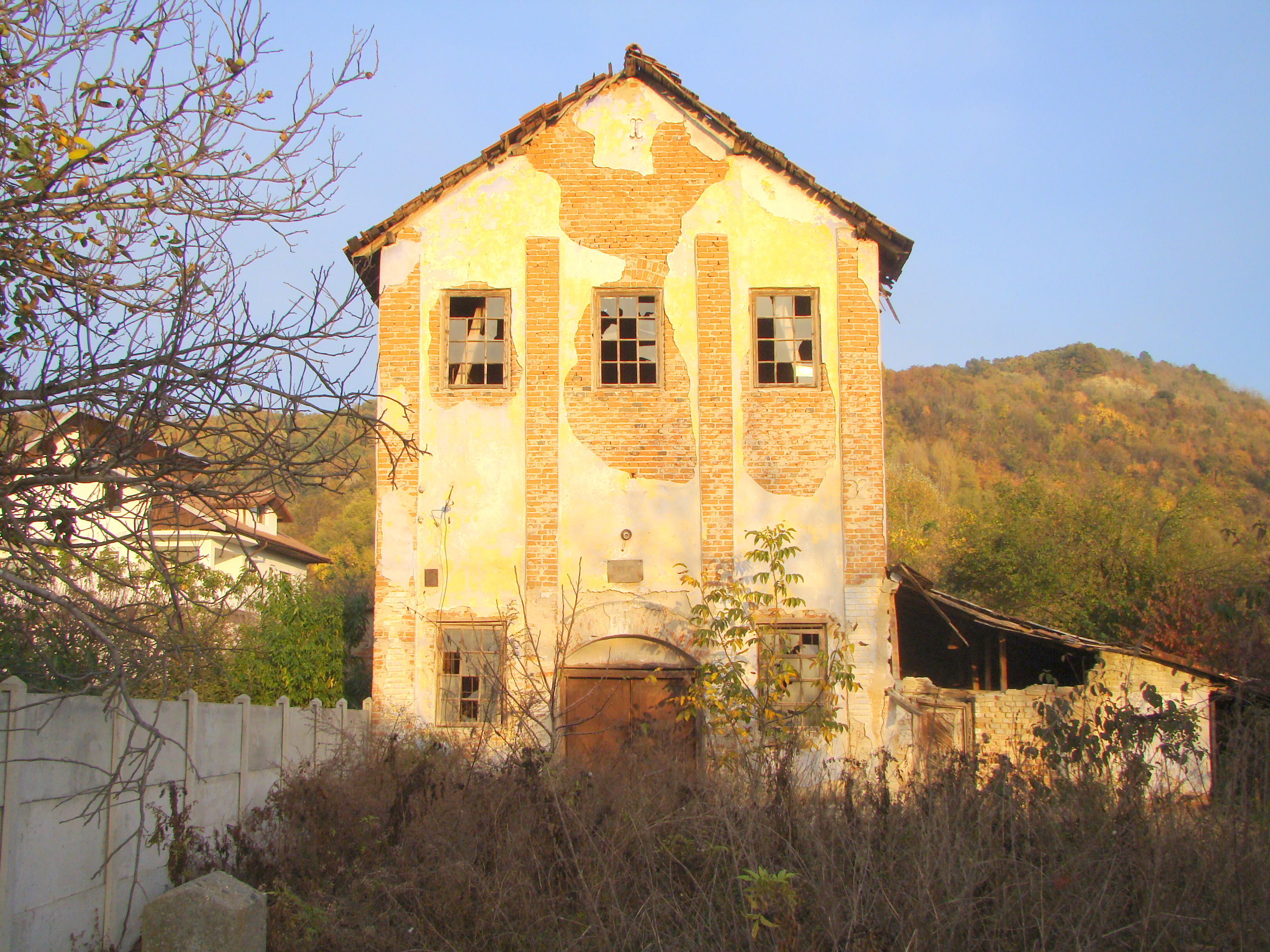
Moara (monument istoric)
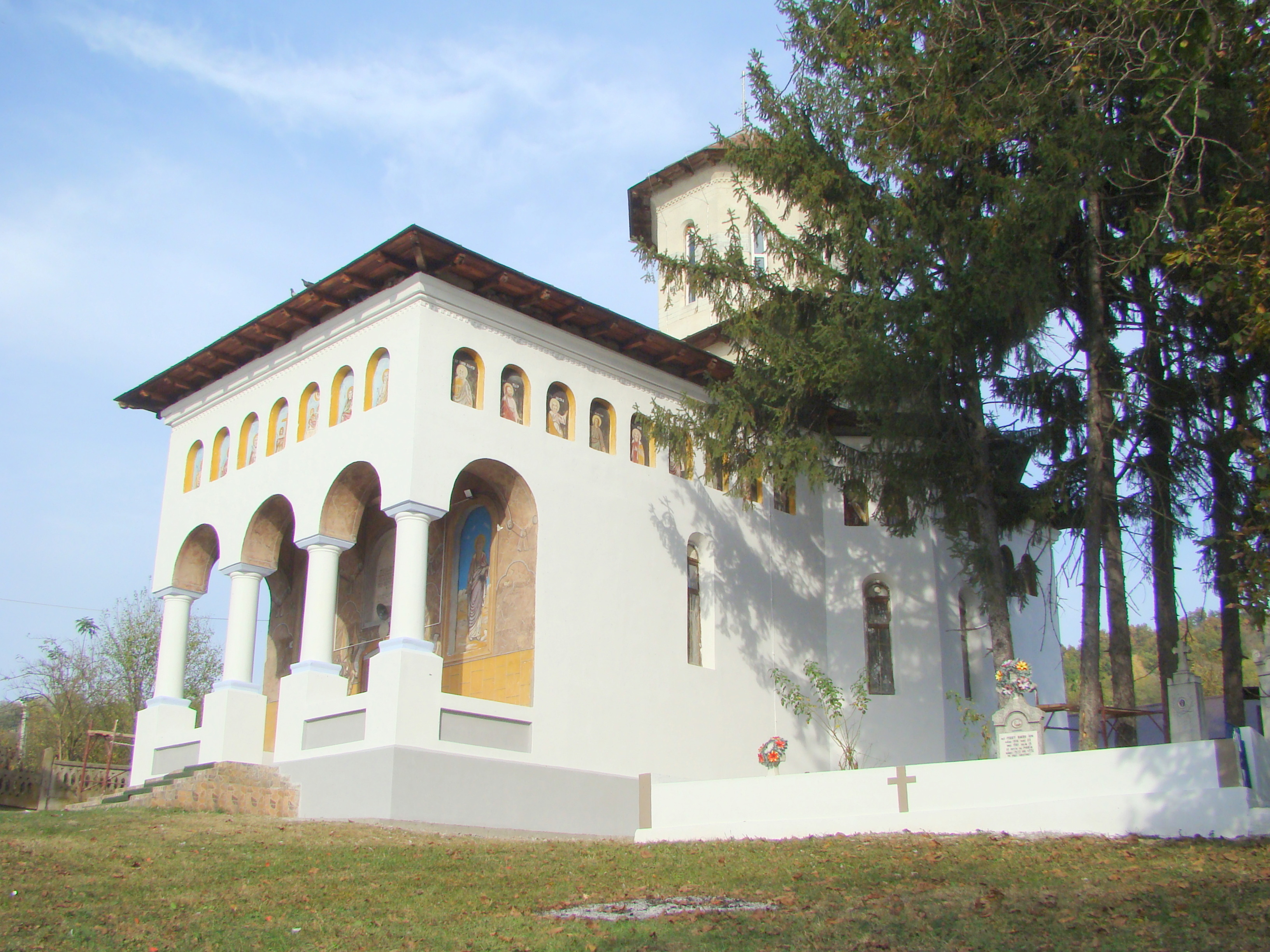
Biserica „Adormirea Maicii Domnului” (1927)
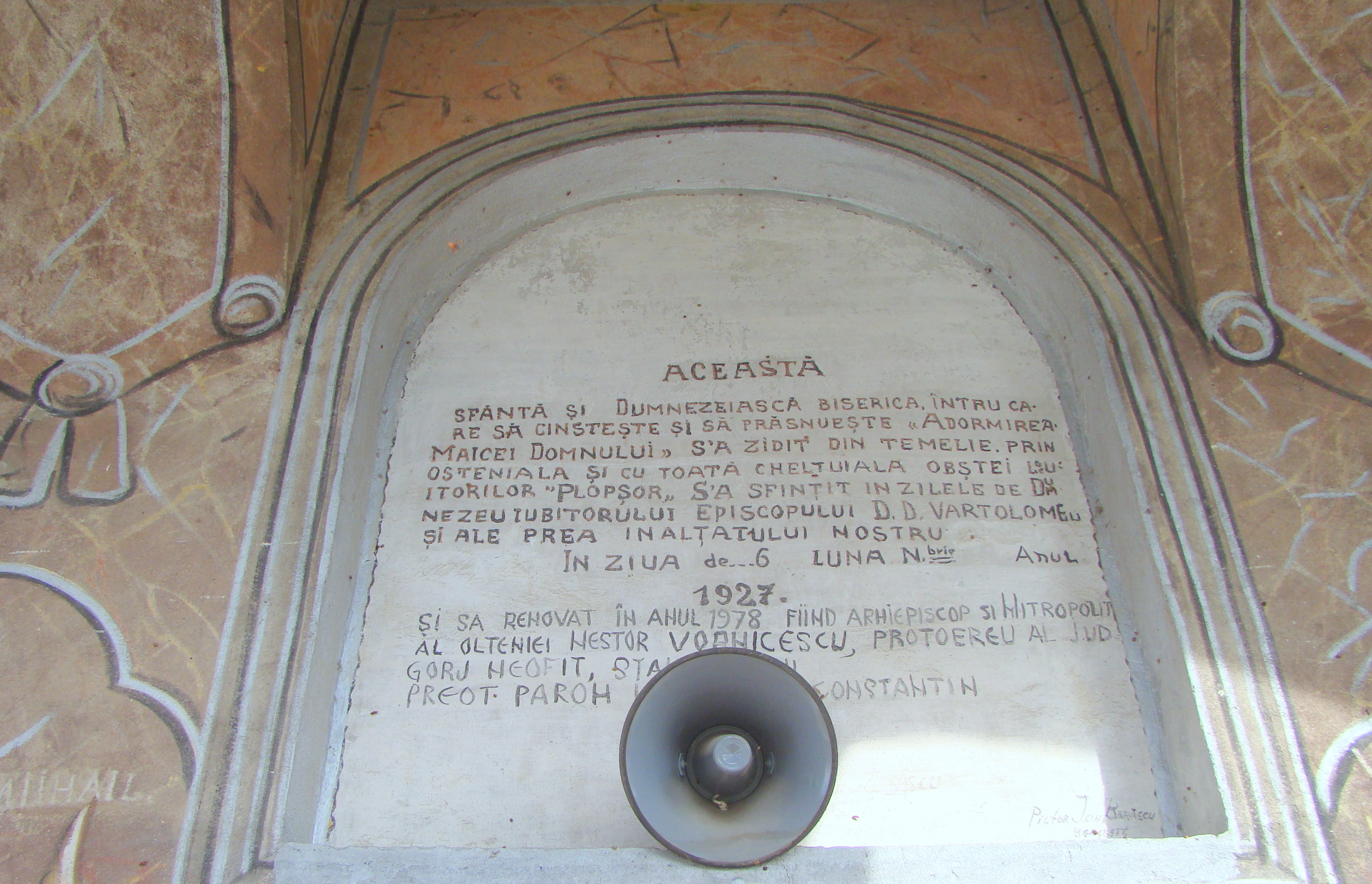
Pisania
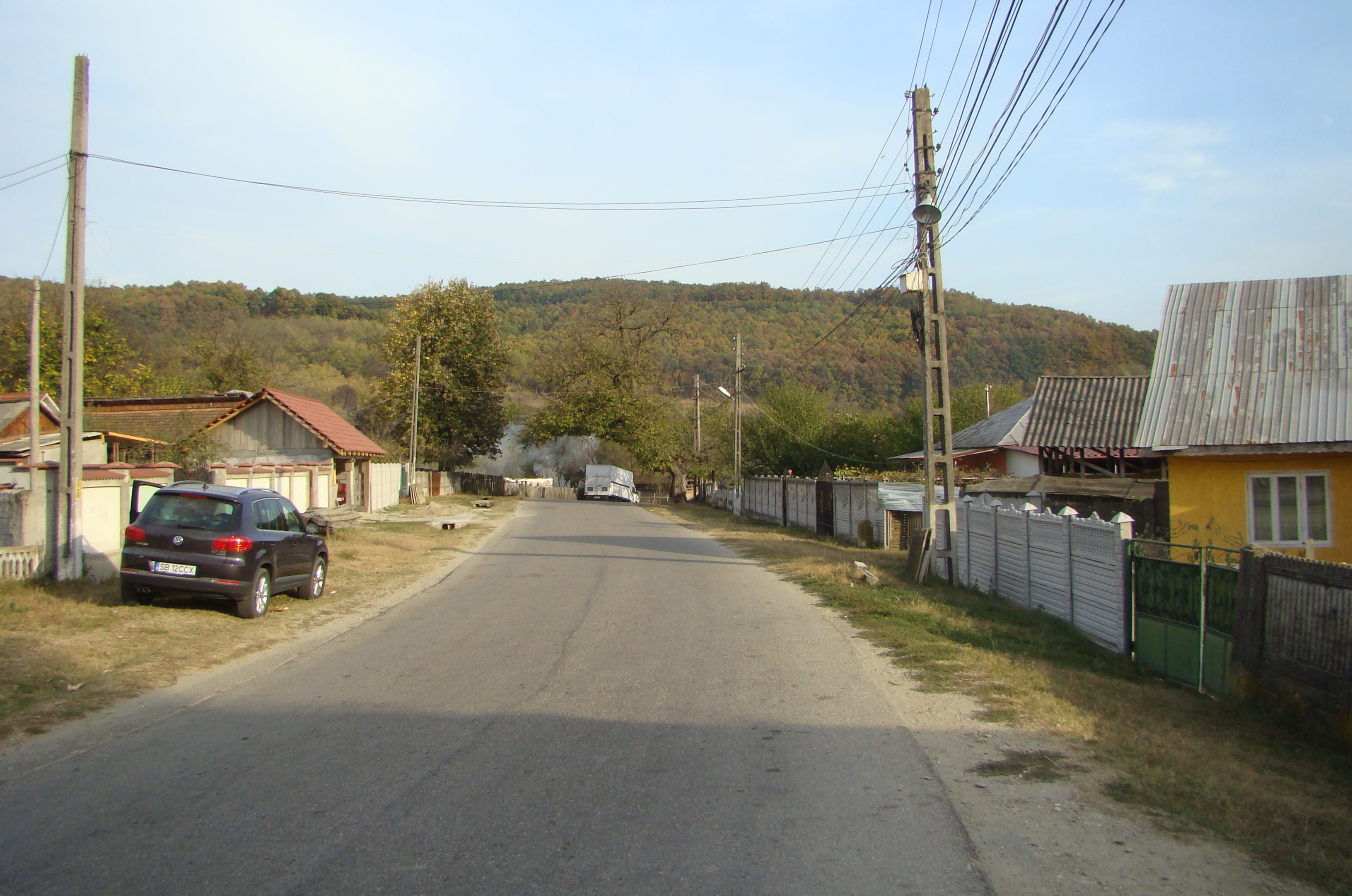
Piscuri
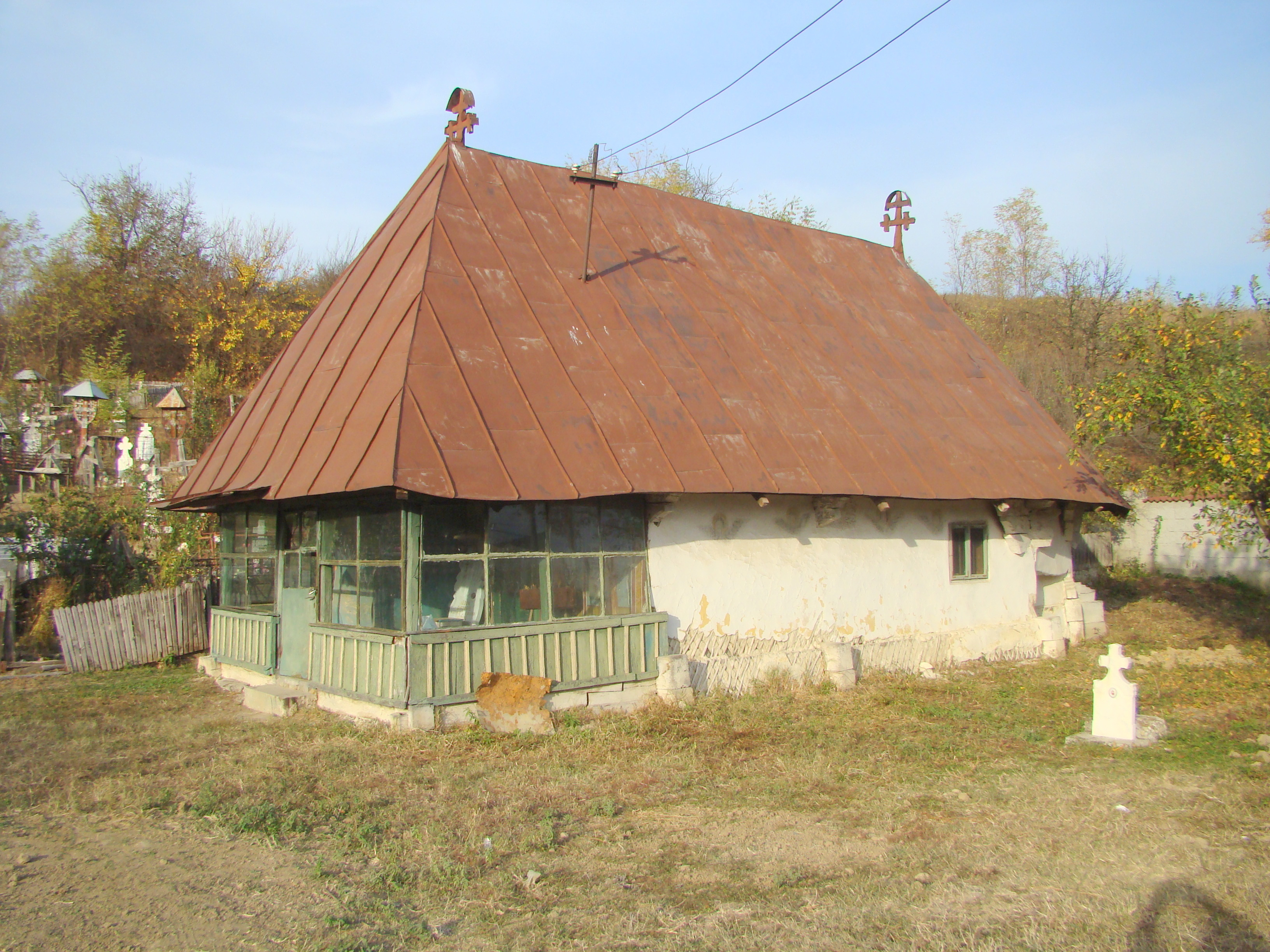
Biserica de lemn Cuvioasa Paraschiva din Piscuri
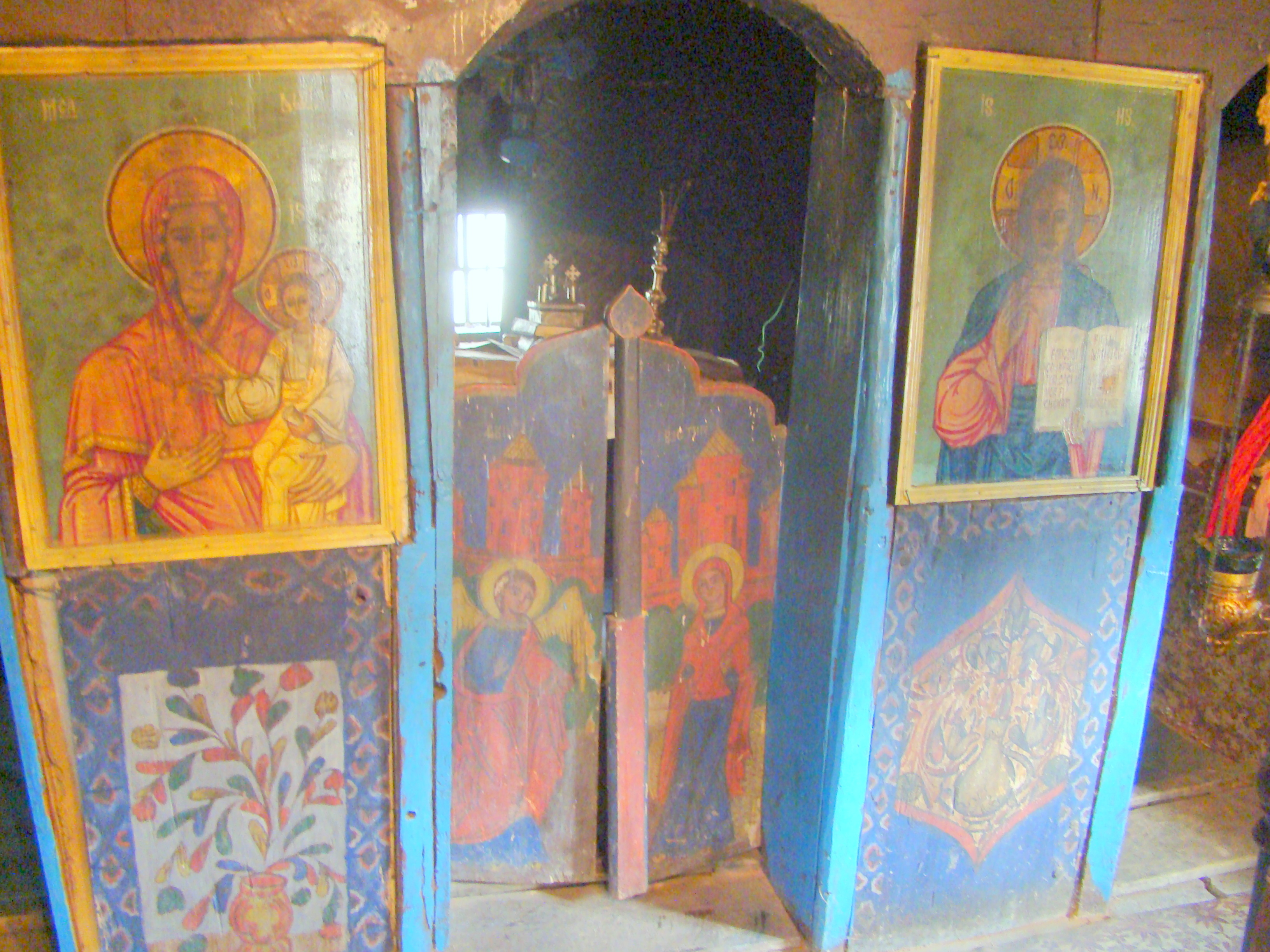
Biserica de lemn Cuvioasa Paraschiva din Piscuri